# Stephen Wyatt
Stephen Wyatt est un scénariste britannique né le 4 février 1948 à Beckenham dans le Kent. Il est principalement connu pour ses scénarios pour la télévision et le théâtre.

## Biographie

### Débuts
Élevé à Ealing dans l'ouest de Londres, il fait ses études au Latymer Upper School de Londres puis au Clare College de l'université de Cambridge. Après une brève expérience comme conférencier à l'université de Glasgow, il se lance en 1975 dans l'écriture de scénarios pour le Belgrade Theatre de Coventry.

### Œuvres de théâtre
Il débute dans l'écriture de pièces pour enfants comme The Magic Cabbage(Unicorn 1978), Monster (York Theatre Royal 1979) et The Witch of Wapping (Half Moon 1980). De 1982 à 1983 il devient résident du Bubble Theatre et écrit les pièces Glitterballs et The Rogue's Progress.
Il écrit aussi les pièces After Shave (Apollo Theatre 1978), R.I.P Maria Callas (Edinburgh Festival / Hen and Chickens 1992), A working woman (from Zola's L'Assommoir) (West Yorkshire Playhouse 1992) et The Standard Bearer (Man in the Moon 2001). Il collabore en 2004 avec Jeff Clarke sur une pièce nommée The Burglar's Opera.

### Œuvres de télévision
Son premier travail pour la télévision fut Claw un téléfilm de la BBC de 1987 avec Simon Jones et Brenda Blethyn. Il écrit aussi deux épisodes de la série de science fiction Doctor Who : « Paradise Towers » en 1987 et « The Greatest Show in the Galaxy » en 1988 avec Sylvester McCoy dans le rôle du Docteur. Il écrit aussi pour les séries The House of Eliott et Casualty.

### Radio
Depuis 1985 il travaille sur BBC Radio à la fois pour adapter des romans et pour écrire des pièces originales.

#### Adaptations radiophoniques
- Sketches by Boz (1998–1999)
- The old wives' tale (2003)
- Gilbert without Sullivan (2003–2004)
- Vanity Fair (2004)
- Tom Jones (2007)
- The Talented Mr Ripley (2009)
- The Divine Comedy (2014)

#### Pièces originales
- Fairest Isle (1995,Sony Award Winner)
- Gray's Elegy (2000)
- Party Animal (2003)
- Dr Brighton and Mr Harding (2006)
- Memorials to the Missing (2007)

## Publications
- Three plays by Pinero - Introduction (Methuen, 1985)
- Paradise Towers (Target Books, 1988)
- The Greatest Show in the Galaxy (Target Books, 1989)
- Memorials to the Missing  (London, 2007)
- R.I.P, Maria Callas and other monologues for stage and radio (London, 2007)
- Gilbert without Sullivan (London, 2007)
- L'Assommoir (London, 2007)
- The Speculator (London, 2009)

## Récompenses
Sa pièce Memorials to the Missing gagne le Tinniswood Award du meilleur script original de radio en 2007. En 2008 elle est en place d'argent pour le meilleur drame lors des Sony Radio Academy Awards.
Sa pièce radiophonique Gerontius gagne en 2001 le Tinniswood Award du meilleur script de radio.

## Sources
- (en) Cet article est partiellement ou en totalité issu de l’article de Wikipédia en anglais intitulé « Stephen Wyatt » (voir la liste des auteurs).

1. ↑  (en) Stephen Wyatt, « About Stephen », www.stephenwyatt.co.uk, 2010 (consulté le 13 septembre 2015)
2. ↑  (en) Writers' Guild of Great Britain, « Audio Drama Award winners announced », writersguild.org.uk, 2012 (consulté le 30 janvier 2012)